# Chiloglottis gunnii
Chiloglottis gunnii är en orkidéart som beskrevs av John Lindley. Chiloglottis gunnii ingår i släktet Chiloglottis och familjen orkidéer. Inga underarter finns listade i Catalogue of Life.